# Макуй
Макуй — деревня в Слободо-Туринском районе Свердловской области России, входит в состав муниципального образования «Сладковское сельское поселение». 

## Географическое положение
Деревня Макуй расположена в 21 километрах (по дорогам в 25 километрах) к северу-северо-западу от села Туринская Слобода, на левом берегу реки Туры, в 1 километре ниже устья реки Сарагулки. В половодье автомобильное сообщение с деревней затруднено.

## Население
| 2002 | 2010 | 2021 |
| ---- | ---- | ---- |
| 298  | ↘225 | ↘166 |